# Le Ciel dans un jardin
Pour plus de détails, voir Fiche technique et Distribution.
Le Ciel dans un jardin est un documentaire français réalisé par Stéphane Breton et sorti en 2004.

## Synopsis
L'ethnologue relate son dernier voyage dans une vallée des montagnes de Nouvelle-Guinée, qu'il connaît bien mais où il ne lui sera plus possible de revenir.

## Fiche technique
- Titre : Le Ciel dans un jardin
- Réalisation : Stéphane Breton
- Scénario : Stéphane Breton
- Photographie : Stéphane Breton
- Son : Stéphane Breton
- Montage : Catherine Rascon
- Production : Les Films d'ici
- Pays d’origine :  France
- Durée : 62 minutes
- Date de sortie : France - 28 août 2004

## Distinctions

### Sélections
- États généraux du film documentaire 2003[1]
- Festival international du film de La Rochelle 2004[2]

### Récompense
- 2005 : Prix du meilleur documentaire de l'année décerné par la SCAM[3]